# Abbruchblutung
Die Abbruchblutung ist eine leichte Blutung aus der Schleimhaut der Gebärmutter aufgrund einer reduzierten Verfügbarkeit des Sexualhormons Östrogen ohne gleichzeitige Zunahme des Progesteron. Sie kann nach Absetzen von Hormongaben als Folge eines Entzuges von Östrogen oder Progesteron sowie als Folge eines anovulatorischen Zyklus auftreten. Diese tritt zum Beispiel bei einer Pause bei der Einnahme der Pille auf.
Die Abbruchblutung ist mit einer Menstruation vergleichbar und wird daher auch als Pseudomenstruation bezeichnet. Im weiteren, physiologischen, Sinne ist allerdings auch die Menstruation eine Abbruchblutung.